# Deutsche Eishockey-Meisterschaft 1940
Die Deutsche Eishockey-Meisterschaft 1940 war die 24. Austragung dieser Titelkämpfe.
Zugleich bildete sie die 1. Deutsche Kriegsmeisterschaft. Bei Kriegsmeisterschaften durften die Vereine sogenannte Kriegsspielgemeinschaften (KSG) eingehen. In der hier betrachteten Meisterschaft machten davon die Berliner Vereine BFC Preussen und Zehlendorfer Wespen Gebrauch.
Meister wurde die  Wiener Eissport-Gemeinschaft, die im Oktober 1939 auf Druck des Sportgauführers Kozich aus dem Zusammenschluss des Titelverteidigers EK Engelmann Wien und dem Wiener Eislauf-Verein entstanden war.
Mit dem Troppauer EV nahm erstmals eine Mannschaft aus dem am 1. Oktober 1938 ins Deutsche Reich eingegliederten Sudetenland an der Deutschen Meisterschaft teil.

## Regionale Qualifikation
Jede Stadt bzw. jeder Bezirk durfte maximal zwei Mannschaften für die Deutsche Meisterschaft stellen. Daher war in Berlin eine Qualifikationsrunde nötig:
|    |                           | Sp | S | U | N | Tore  | Punkte |
| -- | ------------------------- | -- | - | - | - | ----- | ------ |
| 1. | Berliner Schlittschuhclub | 3  | 2 | 1 | 0 | 09:02 | 5:1    |
| 2. | KSG Preussen/Wespen       | 3  | 2 | 0 | 1 | 09:05 | 4:2    |
| 3. | LTTC Rot-Weiß Berlin      | 3  | 1 | 1 | 1 | 06:03 | 3:3    |
| 4. | SC Brandenburg            | 3  | 0 | 0 | 3 | 02:16 | 0:6    |

Abkürzungen: Sp = Spiele, S = Siege, U = Unentschieden, N = Niederlagen

## Vorrunde

### Gruppe A
| 7. Januar 1940 | KSG Preussen/Wespen | 3:0 (1:0, 1:0, 1:0) | Rastenburger SV |  |

| Januar 1940 | Berliner Schlittschuhclub | 1:1 | Düsseldorfer EG |  |

| Januar 1940 | Düsseldorfer EG | 2:0 | Krefelder EV |  |

| 14. Januar 1940 | Rastenburger SV 08 | 1:1 | Berliner Schlittschuhclub |  |

| 21. Januar 1940 | Düsseldorfer EG | 2:1 | KSG Preussen/Wespen |  |

|  | Berliner Schlittschuhclub | 3:1 | KSG Preussen/Wespen |  |

|  | Rastenburger SV | 4:0 | Krefelder EV |  |

|  | Krefelder EV | 2:1 | KSG Preussen/Wespen |  |

| 17. Februar 1940 | Düsseldorfer EG | 3:1 (1:0, 1:1, 1:0) | Rastenburger SV |  |

| 18. Februar 1940 | Berliner Schlittschuhclub | 2:0 | Krefelder EV |  |

|    |                           | Sp | S | U | N | Tore  | Punkte |
| -- | ------------------------- | -- | - | - | - | ----- | ------ |
| 1. | Düsseldorfer EG           | 4  | 3 | 1 | 0 | 8:3   | 7:1    |
| 2. | Berliner Schlittschuhclub | 4  | 2 | 2 | 0 | 7:3   | 6:2    |
| 3. | Rastenburger SV 08        | 4  | 1 | 1 | 2 | 6:7   | 3:5    |
| 4. | KSG Preussen/Wespen       | 4  | 1 | 0 | 3 | 6:7   | 2:6    |
| 5. | Krefelder EV              | 4  | 1 | 0 | 3 | 05:13 | 2:6    |

Abkürzungen: Sp = Spiele, S = Siege, U = Unentschieden, N = Niederlagen

### Gruppe B
| 7. Januar 1940 | Troppauer EV Weisshuhn | 1:4 (0:1, 1:1, 0:2) | Klagenfurter AC Prommer Meissner (2) M.Schneider |  |

| 7. Januar 1940 | Wiener EG Winger Göbl (Winger) | 2:0 (0:0, 0:0, 2:0) | ESV Füssen |  |

| 14. Januar 1940 | Wiener EG Tschammler (H.Schneider) Tschammler (H.Schneider, Demmer) | 2:0 (1:0, 0:0, 1:0) | SC Riessersee | Wien |

| 21. Januar 1940 | Klagenfurter AC 42. M.Schneider 45. M.Schneider 46. Meitzner (Stertin) | 3:2 (0:0, 0:2, 3:0) [Artikel in: Der Montag / Unparteiisches Montagfrühblatt / Mieter-Zeitung / Wiener Montag. Politisches Montagblatt / Der Montag. Unabhängiges, unparteiisches Montagblatt / Der Montag / Der Montag mit dem Sport-Montag, 22. Jänner 1940, S. 7 (online bei ANNO). Spielbericht] | Wiener EG 29. H.Schneider 35. Travnicek (H.Schneider) | Klagenfurt Zuschauer: 1.500 |

| 28. Januar 1940 | ESV Füssen | 1:1 (0:0, 1:0, 0:1) | Troppauer EV | Garmisch-Partenkirchen |

| 28. Januar 1940 | SC Riessersee | 3:0 (0:0, 1:0, 0:1) | Klagenfurter AC | Garmisch-Partenkirchen |

| 29. Januar 1940 | ESV Füssen Magg, Guggenmos (2), Kienberger (2), Kuhn (2) | 7:1 (3:1, 2:0, 2:0) | Klagenfurter AC Prommer | Garmisch-Partenkirchen |

| 29. Januar 1940 | SC Riessersee Wild 2, Speth, Egger | 4:0 (0:0, 1:0, 3:0) | Troppauer EV | Garmisch-Partenkirchen |

| 11. Februar 1940 | Wiener EG Tschammler (2), Csöngei (2), Feitstritzer, H.Schneider, Neumayer, Demmer | 8:0 (3:0, 3:0, 2:0) | Troppauer EV |  |

|  | SC Riessersee | 1:0 | ESV Füssen |  |

|    |                 | Sp | S | U | N | Tore  | Punkte |
| -- | --------------- | -- | - | - | - | ----- | ------ |
| 1. | Wiener EG       | 4  | 3 | 0 | 1 | 14:03 | 6:2    |
| 2. | SC Riessersee   | 4  | 3 | 0 | 1 | 08:02 | 6:2    |
| 3. | Klagenfurter AC | 4  | 2 | 0 | 2 | 08:13 | 4:4    |
| 4. | ESV Füssen      | 4  | 1 | 1 | 2 | 08:05 | 3:5    |
| 5. | Troppauer EV    | 4  | 0 | 1 | 3 | 02:17 | 1:7    |

Abkürzungen: Sp = Spiele, S = Siege, U = Unentschieden, N = Niederlagen

## Endrunde
| 25. Februar 1940 15:00 Uhr | Wiener EG (?) | 2:1 (1:0, 0:0, 1:1) | Berliner Schlittschuhclub Jaenecke | Platz am Heumarkt, Wien Zuschauer: 4.000 |

| 25. Februar 1940 | Düsseldorfer EG | 1:1 (0:0, 1:1, 0:0) | SC Riessersee | Westdeutsches Eisstadion, Düsseldorf |

| 3. März 1940 | SC Riessersee 1:2 Schmiedinger 2:2 Wild 3:2 Schmiedinger | 3:3 (1:2, 0:0, 2:1) | Wiener EG 0:1 Csöngei 0:2 Tschammler 3:3 Demmer | Garmisch-Partenkirchen Zuschauer: 3.000 |

| 3. März 1940 | Düsseldorfer EG | 0:1 (0:0, 0:1, 0:0) | Berliner Schlittschuhclub Ball | Köln oder Düsseldorf Zuschauer: ausverkauft |

| 10. März 1940 | Berliner Schlittschuhclub 60. Ertl | 1:0 (0:0, 0:0, 1:0) | SC Riessersee | Berlin |

| 16. März 1940 | Düsseldorfer EG | 0:1 | Wiener EG 58. Csöngei | Essen Zuschauer: ausverkauft |

|    |                           | Sp | S | U | N | Tore | Punkte |
| -- | ------------------------- | -- | - | - | - | ---- | ------ |
| 1. | Wiener EG                 | 3  | 2 | 1 | 0 | 6:4  | 5:1    |
| 2. | Berliner Schlittschuhclub | 3  | 2 | 0 | 1 | 3:2  | 4:2    |
| 3. | SC Riessersee             | 3  | 0 | 2 | 1 | 4:5  | 2:4    |
| 4. | Düsseldorfer EG           | 3  | 0 | 1 | 2 | 1:3  | 1:5    |

Abkürzungen: Sp = Spiele, S = Siege, U = Unentschieden, N = Niederlagen

### Meistermannschaft
Die Mannschaft der Wiener EG bestand aus den Spielern Josef Wurm, Lambert Neumaier, Otto Voit, Josef Göbl, Fritz Demmer, Hans Schneider, Hubert Tschammler, Walter Feistritzer und Franz Zehetmayer.
Weitere Spieler im Einsatz waren Karl Kirchberger, Karl Ördögh, Rudolf Vojta und Franz Csöngei.